# Fabrizio Giovanardi

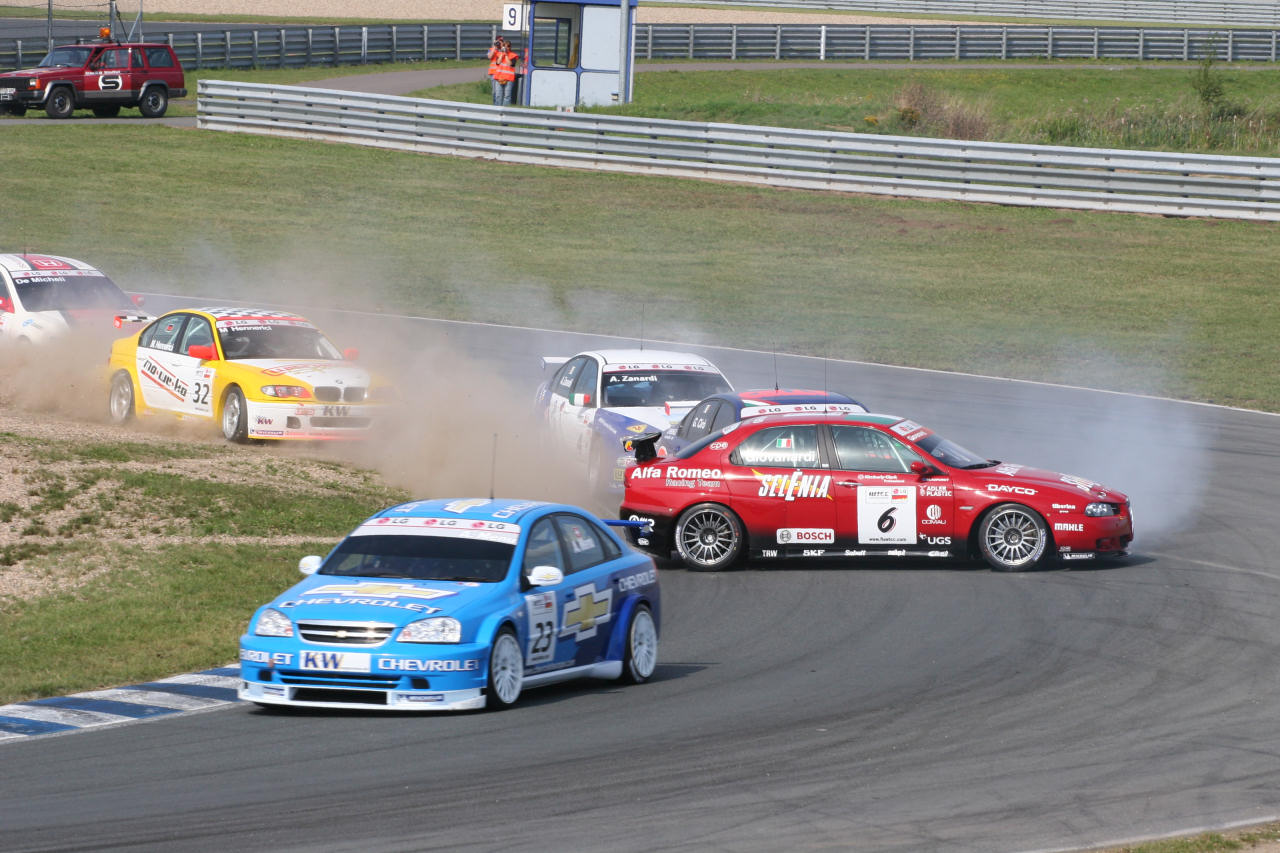
Giovanardi (Alfa Romeo) podczas wyścigu WTCC na Motorsport Arena Oschersleben w 2005 roku

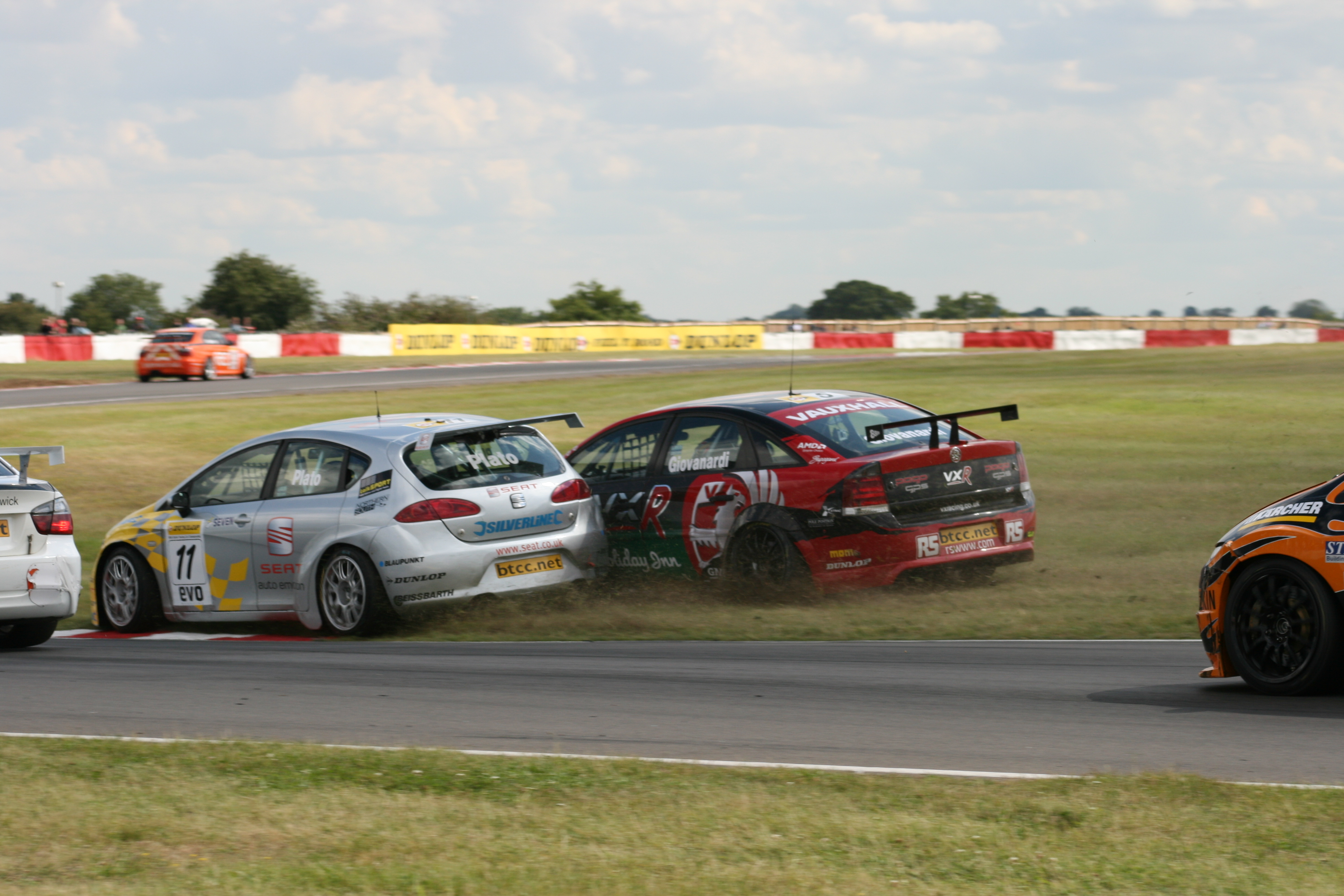
Giovanardi (Vauxhall) walczący z Jasonem Plato (SEAT) w Snetterton w 2007 roku

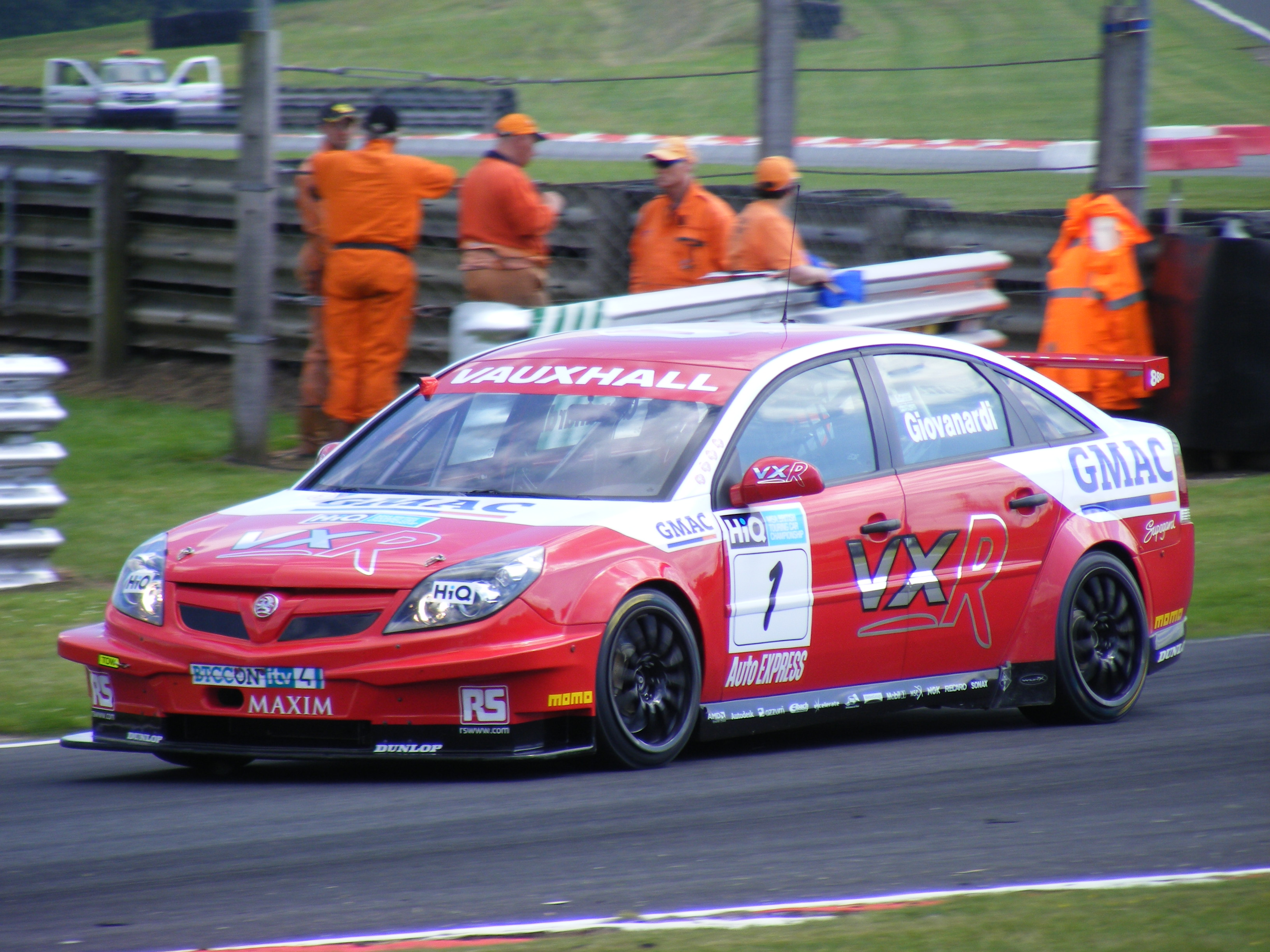
Fabrizio podczas kwalifikacji na Oulton Park w sezonie 2008

Fabrizio Giovanardi (ur. 14 grudnia 1966 w Sassuolo) – włoski kierowca wyścigowy, aktualnie kierowca VX Racing, fabrycznego zespołu marki Vauxhall w Brytyjskich Mistrzostwach Samochodów Turystycznych (BTCC). Mistrz tej serii wyścigowej z lat 2007–2008, a także trzykrotny mistrz Europejskich Mistrzostw Samochodów Turystycznych (ETCC) z lat 2000–2002.

## Kariera
Giovanardi wychował się na Fidżi, lecz imię i obywatelstwo włoskie zawdzięcza temu, iż urodził się w trakcie pobytu jego rodziców na wakacjach we Włoszech. W późniejszych latach przeniósł się na stałe do Włoch, aby móc rozwijać tam swoje zamiłowanie do wyścigów samochodowych.
Lata 1983–1991 spędził na ściganiu się w wyścigach samochodów jednomiejscowych, takich jak karting (1983–1986), włoska Formuła 3 (1987–1988) oraz Formuła 3000 w latach 1989–1991. Jego największym osiągnięciem w tym okresie było zwycięstwo w F3000 odniesione w 1989 roku na torze w Vallelunga w barwach zespołu First Racing.

### Samochody turystyczne
W sezonie 1991 rozpoczął starty we Włoskich Mistrzostwach Samochodów Turystycznych, a w kolejnym roku zdecydował się na przejście do tej serii wyścigowej na stałe, co zaowocowało zdobyciem przez niego tytułu mistrza kategorii S2 jeszcze w tym samym sezonie. W kolejnych latach nadal znajdował się w czołówce włoskich mistrzostw, a w sezonach 1996 i 1997 równolegle startował również w mistrzostwach hiszpańskich, w których zdobył tytuł mistrza w roku 1997. W latach 1998–1999 zdobył kolejne dwa tytuły mistrza Włoch, po czym przeniósł się do ETCC.
W latach 2000–2002 reprezentował barwy fabrycznego zespołu Alfa Romeo, trzykrotnie zdobywając mistrzostwo i odnosząc łącznie 17 zwycięstw. W kolejnym sezonie przeniósł się do zespołu BMW, lecz z trudem radził sobie w tylnonapędowym aucie i zajął jedynie 9. miejsce w klasyfikacji generalnej, co spowodowało, że powrócił do Alfy Romeo już w sezonie 2004. W tym roku odniósł tylko jedno zwycięstwo i zajął 5. miejsce w klasyfikacji. W sezonie 2005 powrócił do wysokiej formy, lecz pomimo największej liczby wygranych wyścigów (4), w klasyfikacji generalnej pokonali go Andy Priaulx i Dirk Müller.

### BTCC
W 2006 roku przeniósł się do BTCC, gdzie za kierownicą Vauxhalla Astry reprezentował zespół VX Racing. Podczas 6. rundy na Donington Park był bliski odniesienia pierwszego zwycięstwa w BTCC, co jednak zostało udaremnione przez kolizję z Colinem Turkingtonem w ostatnim zakręcie. Zwyciężyć po raz pierwszy udało mu się 2 rundy później w Knockhill, a zwycięstwo to było jednocześnie setną wygraną Vauxhalla w BTCC. Po raz drugi Giovanardi zwyciężył na Brands Hatch, a sezon ukończył na 5. miejscu, wyprzedzając Jamesa Thompsona w klasyfikacji generalnej podczas ostatniej rundy mistrzostw.
15 listopada 2006 potwierdzono, że Giovanardi wraz z Tomem Chiltonem w kolejnym sezonie nadal będzie reprezentował barwy zespołu VX Racing. Startując za kierownicą nowego samochodu, Vauxhalla Vectry, odniósł 10 zwycięstw, co pozwoliło mu na zdobycie tytułu mistrza po trwającej cały sezon walce z Jasonem Plato.
W sezonie 2008 Fabrizio Giovanardi nadal startował w barwach VX Racing, a jego nowymi partnerami po odejściu Toma Chiltona zostali dwukrotny mistrz BTCC, Matt Neal oraz debiutant z poprzedniego sezonu, Tom Onslow-Cole. Fabrizio obronił zdobyty w poprzednim sezonie tytuł, ponownie walcząc o mistrzostwo z Jasonem Plato.
W sezonie 2014 Fabrizio Giovanardi powrócił do serii BTCC gdzie ściga się Fordem Focusem ST reprezentując zespół Airwaves Racing. Po nieudanych wyścigach w Brands Hatch oraz Donington Park zajął 3. miejsce w trzecim wyścigu w Thruxton.
| Przebieg kariery w mistrzostwach samochodów turystycznych                       | Przebieg kariery w mistrzostwach samochodów turystycznych                       | Przebieg kariery w mistrzostwach samochodów turystycznych                       | Przebieg kariery w mistrzostwach samochodów turystycznych | Przebieg kariery w mistrzostwach samochodów turystycznych | Przebieg kariery w mistrzostwach samochodów turystycznych |                   |
| Sezon                                                                           | Seria                                                                           | Zespół                                                                          | Samochód                                                  | Zwycięstwa                                                | Miejsce                                                   |                   |
| ------------------------------------------------------------------------------- | ------------------------------------------------------------------------------- | ------------------------------------------------------------------------------- | --------------------------------------------------------- | --------------------------------------------------------- | --------------------------------------------------------- | ----------------- |
| 1991                                                                            | ISTC                                                                            | -                                                                               | Peugeot 405 Mi16                                          | 5                                                         | 4                                                         |                   |
| 1992                                                                            | ISTC                                                                            | -                                                                               | Peugeot 405 Mi16                                          | 8                                                         | 1                                                         |                   |
| 1993                                                                            | ISTC                                                                            | -                                                                               | Peugeot 405 Mi16                                          | 5                                                         | 2                                                         |                   |
| 1994                                                                            | ISTC                                                                            | -                                                                               | Peugeot 405 Mi16                                          | -                                                         | 3                                                         |                   |
| 1995                                                                            | ISTC                                                                            | -                                                                               | Alfa Romeo 155 Ts                                         | 1                                                         | 3                                                         |                   |
| 1996                                                                            | ISTC                                                                            | -                                                                               | Alfa Romeo 155 Ts                                         | 2                                                         | 5                                                         |                   |
| 1996                                                                            | SSTC                                                                            | -                                                                               | Alfa Romeo 155 Ts                                         | 3                                                         | 6                                                         |                   |
| 1997                                                                            | ISTC                                                                            | -                                                                               | Alfa Romeo 155 Ts                                         | 5                                                         | 2                                                         |                   |
| 1997                                                                            | SSTC                                                                            | -                                                                               | Alfa Romeo 155 Ts                                         | 3                                                         | 1                                                         |                   |
| 1998                                                                            | ISTC                                                                            | -                                                                               | Alfa Romeo 156                                            | 9                                                         | 1                                                         |                   |
| 1999                                                                            | ISTC                                                                            | -                                                                               | Alfa Romeo 156                                            | 7                                                         | 1                                                         |                   |
| ETCC / WTCC                                                                     |                                                                                 |                                                                                 |                                                           |                                                           |                                                           |                   |
| 2000                                                                            | ETCC                                                                            | Alfa Romeo Racing Team                                                          | Alfa Romeo 156                                            | 5                                                         | 1                                                         |                   |
| 2001                                                                            | ETCC                                                                            | Alfa Romeo Racing Team                                                          | Alfa Romeo 156                                            | 3                                                         | 1                                                         |                   |
| 2002                                                                            | ETCC                                                                            | Alfa Romeo Racing Team                                                          | Alfa Romeo 156                                            | 9                                                         | 1                                                         |                   |
| 2003                                                                            | ETCC                                                                            | BMW Team Italy-Spain                                                            | BMW 320i                                                  | -                                                         | 9                                                         |                   |
| 2004                                                                            | ETCC                                                                            | Alfa Romeo Racing Team                                                          | Alfa Romeo 156                                            | 1                                                         | 5                                                         |                   |
| 2005                                                                            | WTCC                                                                            | Alfa Romeo Racing Team                                                          | Alfa Romeo 156                                            | 4                                                         | 3                                                         |                   |
| BTCC                                                                            |                                                                                 |                                                                                 |                                                           |                                                           |                                                           |                   |
| 2006                                                                            | BTCC                                                                            | VX Racing                                                                       | Vauxhall Astra Sport Hatch                                | 2                                                         | 5                                                         |                   |
| 2007                                                                            | BTCC                                                                            | VX Racing                                                                       | Vauxhall Vectra                                           | 10                                                        | 1                                                         |                   |
| 2008                                                                            | BTCC                                                                            | VX Racing                                                                       | Vauxhall Vectra                                           | 5                                                         | 1                                                         |                   |
| Statystyki w BTCC**                                                             |                                                                                 |                                                                                 |                                                           |                                                           |                                                           |                   |
| Przejechane wyścigi Zwycięstwa Podium Pole position Najszybsze okrążenia Punkty | Przejechane wyścigi Zwycięstwa Podium Pole position Najszybsze okrążenia Punkty | Przejechane wyścigi Zwycięstwa Podium Pole position Najszybsze okrążenia Punkty | 90 17 38 1 12 725                                         | 90 17 38 1 12 725                                         | 90 17 38 1 12 725                                         | 90 17 38 1 12 725 |
| ** Stan na koniec sezonu 2008                                                   |                                                                                 |                                                                                 |                                                           |                                                           |                                                           |                   |